# بات برادي
خطأ لوا في mw.text.lua على السطر 25: bad argument #1 to 'match' (string expected, got nil).
بات برادي (بالإنجليزية: Pat Brady)‏ (11 مارس 1936 - 24 أغسطس 2020) هو لاعب كرة قدم أيرلندي في مركز الدفاع.

## وصلات خارجية
- بات برادي على موقع قاعدة بيانات كرة القدم.إي يو (الإنجليزية)